# Rodgers Theatre Building
El Rodgers Theatre Building es un edificio comercial histórico ubicado en la ciudad de Poplar Bluff, en el estado de Misuri (Estados Unidos). Fue construido en 1949 y es un edificio comercial de ladrillo y hormigón de tres pisos con elementos estilísticos art déco y streamline moderne. Contiene un escenario de teatro y un espacio comercial y consta de tres secciones principales; la fachada y la carpa del teatro, el teatro y el bloque de oficinas. La marquesina del teatro presenta una prominente torre en zigurat. The Stage Company utiliza actualmente el histórico Rodgers Theatre para varias producciones teatrales por año.: 5 
Fue agregado al Registro Nacional de Lugares Históricos en 2001.